# Bob Geldof
Robert Frederick Zenon (Bob) Geldof (Dublin, 5 oktober 1951) is een Ierse zanger, filantroop en liedjesschrijver. Hij werd tijdens de jaren 70 bekend als frontzanger van the Boomtown Rats. Zijn internationale faam nam aanzienlijk toe dankzij zijn liefdadigheidsconcerten Live Aid (1985) en Live 8 (2005).

## Jeugd
Zijn vader Robert was de zoon van een Belgische immigrant. Zijn moeder stierf toen hij 6 of 7 jaar oud was. Hij heeft twee oudere zussen, Lynn en Cleo.

## Muziekcarrière
Bob Geldof werd midden jaren 70 bekend als zanger van the Boomtown Rats. In 1978 hadden ze hun eerste hit met Rat Trap; hun volgende hit, I Don't Like Mondays, was hun grootste. Geldof werd al snel een kleurrijke woordvoerder voor de rockmuziek.
The Boomtown Rats bleven niet lang aan de top. Toen Geldof in november 1984 een bericht over de hongersnood in Ethiopië zag nam hij zich voor er iets aan te doen. Zich ervan bewust dat hij dit niet alleen kon schreef hij met Midge Ure van de band Ultravox het lied Do they know it's Christmas? en bracht het samen met collega's uit de muziekwereld onder de naam Band Aid dat jaar vlak voor kerst als single uit, met als doel geld in te zamelen om de hongersnood te verlichten. Het idee werd wereldwijd overgenomen: het vond in de Verenigde Staten navolging in USA for Africa met We are the world, geschreven door Michael Jackson en Lionel Richie.
Geldof, niet tevreden met het enorme succes van de single, organiseerde daarna een megaconcert voor het goede doel, Live Aid, dat meer dan 140 miljoen euro opbracht voor projecten in Afrika. Daarnaast reisde hij over de hele wereld om geld in te zamelen.

## Naastenliefde

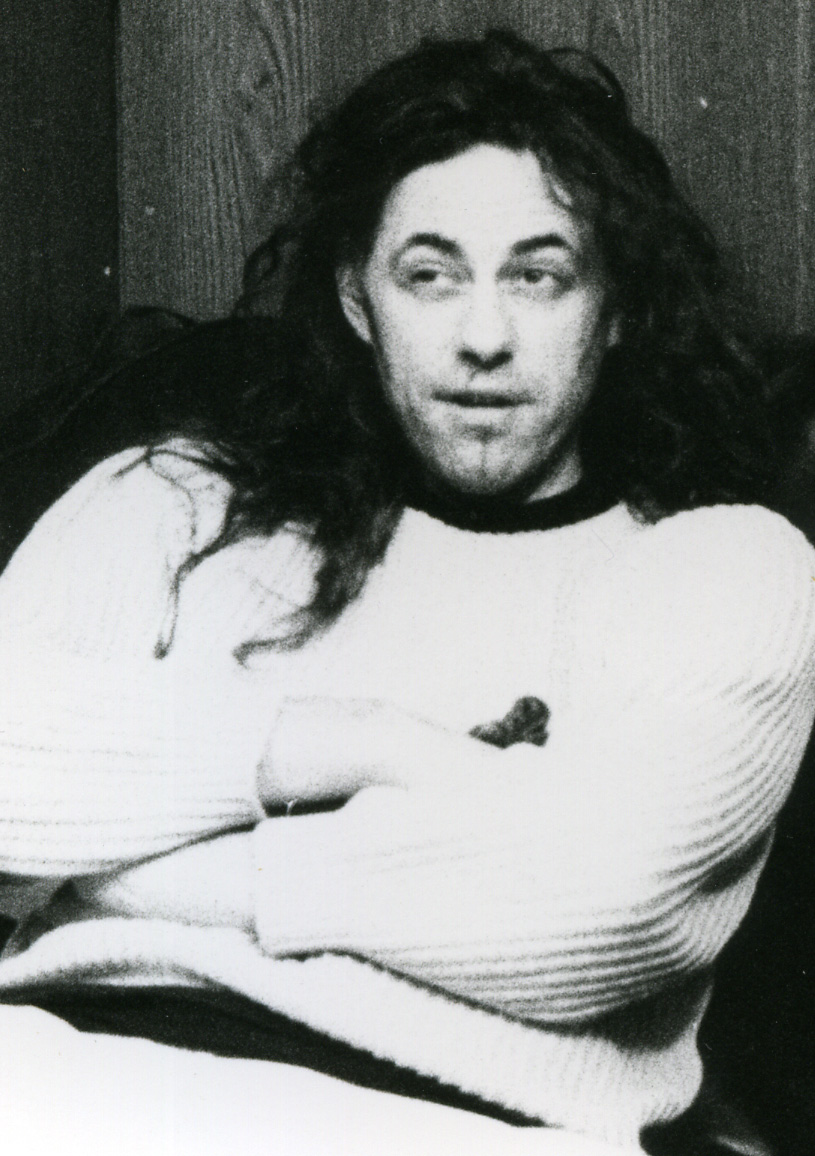
Bob Geldof in 1991

Voor zijn werk kreeg hij veel prijzen, ook werd hij genomineerd voor de Nobelprijs voor de Vrede en door koningin Elizabeth II werd hij tot ridder commandeur benoemd in de Orde van het Britse Rijk. Omdat hij geen staatsburger is van een van de landen van het Britse Gemenebest kan hij de bijbehorende titel van sir niet gebruiken, hoewel hij in de Britse pers toch vaak "Sir Bob Geldof" wordt genoemd.
Samen met U2's Bono heeft hij sindsdien veel tijd besteed aan campagnes om de schuldenlast van Afrika terug te dringen.
Zijn persoonlijke leven werd geplaagd door tragedie. Zijn vrouw Paula Yates, moeder van zijn drie dochters (Fifi Trixibelle, Peaches Honeyblossom en Pixie Frou-Frou), verliet hem voor een nieuwe vlam, de zanger Michael Hutchence, en kreeg met hem nog een dochter, Heavenly Hiraani Tiger Lily. Nadat Hutchence zelfmoord had gepleegd, kreeg Geldof via de rechtbank zijn dochters toegewezen. Geldofs ervaringen tijdens zijn scheiding leidden ertoe dat hij ook voorvechter in de strijd om de rechten van de vader werd. In dat kader trad hij herhaalde malen voor de organisatie Fathers 4 Justice op. Toen ook Yates overleed werd Geldof de wettelijke voogd van Tiger Lily. Geldof was ervan overtuigd dat zij samen met haar drie halfzusters opgevoed moest worden. Op 7 april 2014 werd dochter Peaches, zelf moeder van twee jonge zoontjes, dood aangetroffen in Wrotham; ze stierf op 25-jarige leeftijd mogelijk aan een overdosis heroïne, net als haar moeder Paula Yates in 2000.
Hij bleef muziek opnemen en schrijven en toert de wereld rond als soloartiest. Zijn bekendste lied na Live Aid is waarschijnlijk The great song of indifference (Alarmschijf en nr.14 in de Top 40).
Op 2 juli 2005 organiseerde Bob Geldof samen met Midge Ure Live 8, een serie gratis concerten in de G8-landen en in Zuid-Afrika. De concerten waren erop gericht de top van de G8 in Schotland te beïnvloeden en vielen samen met de 20e verjaardag van Live Aid. Daarnaast organiseerde hij enkele demonstraties onder de noemer Make Poverty History.
De Vlaamse stad Ieper heeft Bob Geldof uitgeroepen tot ereburger.

## Film
Ook heeft Bob Geldof in 1982 gespeeld in een verfilming van het dubbelalbum The Wall van Pink Floyd. Deze musical/film was gemaakt door Alan Parker.
De film gaat over Pink, een depressieve rockmuzikant die zichzelf in een psychologische isolatie terugtrekt. De titel The Wall verwijst naar deze isolatie.

## Discografie
Met the Boomtown Rats
- The Boomtown Rats (1977)
- A Tonic for the Troops (1978)
- The Fine Arts of Sufacing (1979)
- Mondo Bongo (1981)
- V Deep (1982)
- In the Long Grass (1985)

Solo
- Deep in the Heart of Nowhere (1986)
- Vegetarians of Love (1990)
- The Happy Club (1993)
- Sex, Age & Death (2002)
- How to Compose Popular Songs that Will Sell (2010)